# Liste des guerres de la Corée du Nord
Cette liste regroupe les guerres et conflits ayant vu la participation de la Corée du Nord. Voici une légende facilitant la lecture de l'issue des guerres ci-dessous :
- Victoire nord-coréenne
- Défaite nord-coréenne
- Autre résultat (par exemple un traité ou une paix sans un résultat clair, un statu quo ante bellum, un résultat inconnu ou indécis)
- Conflit en cours

| Début           | Fin             | Nom du conflit                       | Belligérants                                                                                   | Belligérants | Lieu                               | Issue |
| Début           | Fin             | Nom du conflit                       | Alliés (y compris la Corée du Nord)                                                            | Ennemis | Lieu                               | Issue |
| --------------- | --------------- | ------------------------------------ | ---------------------------------------------------------------------------------------------- | --- | ---------------------------------- | --- |
| 25 juin 1950    | 27 juillet 1953 | Guerre de Corée                      | Corée du Nord Union soviétique Chine                                                           | Australie Belgique Canada Colombie Corée du Sud États-Unis Éthiopie France Grèce Luxembourg Pays-Bas Nouvelle-Zélande Philippines Thaïlande Turquie Royaume-Uni Afrique du Sud | Corée                              | Armistice de Panmunjeom |
| 2 août 1964     | 30 avril 1975   | Guerre du Viêt Nam                   | Viêt Nam du Nord Việt Cộng Khmers rouges Pathet Lao Chine Union soviétique Corée du Nord       | Viêt Nam du Sud États-Unis Corée du Sud Australie Philippines Nouvelle-Zélande République khmère Thaïlande Royaume du Laos                                                     | Viêt Nam                           | Victoire des communistes |
| 1966            | 1988            | Guerre de la frontière sud-africaine | SWAPO MPLA Angola Cuba Zambie Corée du Nord soutenus par : Union soviétique Allemagne de l'Est | Afrique du Sud Sud-Ouest africain Portugal UNITA | principalement : Namibie et Angola | Résolution 435 du Conseil de sécurité des Nations unies, indépendance de la Namibie et retrait des troupes Cubaines de l'Angola |
| 24 février 2022 | —               | Invasion de l'Ukraine par la Russie  | Russie République populaire de Donetsk République populaire de Lougansk Corée du Nord          | Ukraine | Russie et Ukraine                  | en cours |